# Liste der Biografien/Fax
Liste der Biografien |
Portal Biografien |
Personensuche
# |
A |
B |
C |
D |
E |
F |
G |
H |
I |
J |
K |
L |
M |
N |
O |
P |
Q |
R |
S |
T |
U |
V |
W |
X |
Y |
Z |
?
 
Fa |
Fe |
Ff |
Fh |
Fi |
Fj |
Fk |
Fl |
Fm |
Fn |
Fo |
Fr |
Ft |
Fu |
Fy
 
Faa |
Fab |
Fac |
Fad |
Fae |
Faf |
Fag |
Fah |
Fai |
Faj |
Fak |
Fal |
Fam |
Fan |
Fao |
Fap |
Faq |
Far |
Fas |
Fat |
Fau |
Fav |
Faw |
Fax |
Fay |
Faz
Die Liste der Biografien führt alle Personen auf, die in der deutschsprachigen Wikipedia einen Artikel haben. Dieses ist eine Teilliste mit 7 Einträgen von Personen, deren Namen mit den Buchstaben „Fax“ beginnt.

## Fax
- Fax, Mark (1911–1974), US-amerikanischer Komponist und Musikpädagoge

### Faxe
- Faxe, Arvid (1733–1793), schwedischer Marinearzt und Landarzt, Sachbuchautor, Erfinder und Fabrikant der Dachpappe
- Faxe, Vilhelm (1767–1854), schwedischer lutherischer Theologe und Bischof

### Faxi
- Faxian, chinesischer buddhistischer Mönch

### Faxo
- Faxon, Brad (* 1961), US-amerikanischer Golfer
- Faxon, Nancy Plummer (1914–2005), US-amerikanische Sopranistin, Musikpädagogin und Komponistin für Orgelmusik
- Faxon, Nat (* 1975), US-amerikanischer Schauspieler, Komiker, Drehbuchautor und RegisseurNat Faxon (* 1975)

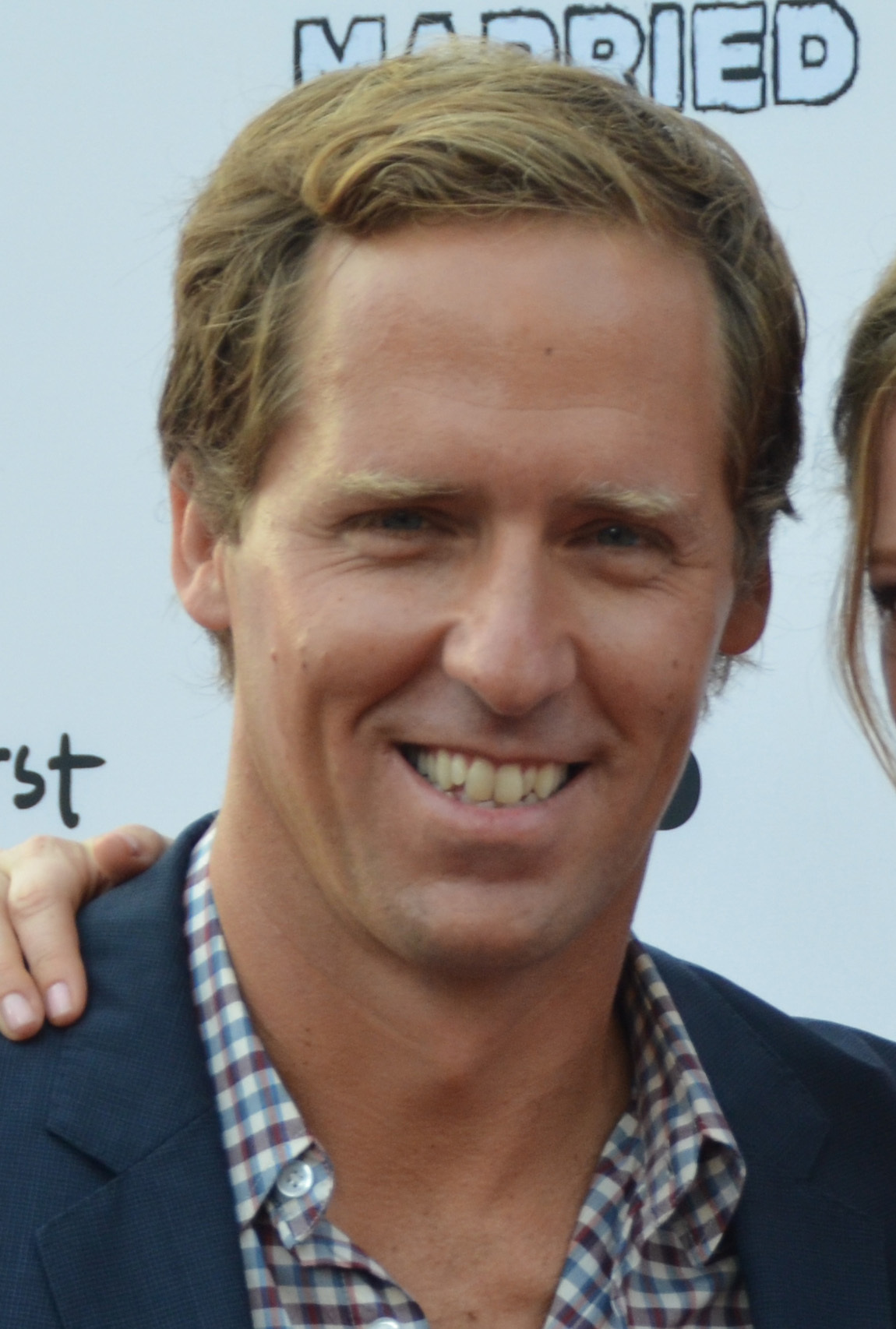
Nat Faxon (* 1975)